# Етьєн-Жуль Маре
Етьєн-Жуль Маре́ (фр. Étienne-Jules Marey; 5 березня 1830, Бон, Франція — 21 травня 1904, Париж, Франція) — французький біолог, інженер і фотограф, піонер хронофотографії, що здійснив великий вплив на розвиток кінематографії загалом і також відомий за свої дослідження польоту птахів та роботи м'язів.